# Crash Course in Science
Crash Course in Science est un groupe américain de post-punk, originaire de Philadelphie.

## Histoire
Le groupe se forme en 1979 avec Dale Feliciello, Mallory Yago et Michael Zodorozny. Ils écartent les sons de l'instrumentation conventionnelle en utilisant des instruments jouets et des appareils de cuisine pour améliorer la distorsion de la guitare, de la batterie et des rythmes synthétiques. Commandé par Lee Paris, DJ de la station de radio locale WXPN, ils enregistrent le single Cakes in the Home (avec la face B contenant Kitchen Motors et Mechanical Breakdown) pour son label Go Go (GO GO R001). Il est suivi par Signals from Pier Thirteen (Press Records P 2001) en 1981, produit par John Wicks chez Third Story Recordings.
Dans les années qui suivent la scission du groupe, la musique de Crash Course in Science suscite un vif intérêt auprès des musiciens techno et electro, le groupe est cité comme une influence de la scène electroclash dans les années 2000. En 2009, ils se reforment pour des tournées et en 2011, Schematic Records publie une réédition de Signals from Pier 13, ainsi que Near Marineland, un album enregistré à l'origine par le groupe en 1981, avant d'être mis de côté. En 2017, le groupe publie un nouvel album Situational Awareness.

## Source de la traduction
- (en) Cet article est partiellement ou en totalité issu de l’article de Wikipédia en anglais intitulé « Crash Course in Science » (voir la liste des auteurs).